# Kockovaella barringtoniae
Kockovaella barringtoniae är en svampart som beskrevs av Fungsin, Hamam. & Nakase 2002. Kockovaella barringtoniae ingår i släktet Kockovaella och familjen Cuniculitremaceae.   Inga underarter finns listade i Catalogue of Life.